# 舊普韋布洛 (哥倫比亞)
舊普韋布洛是哥倫比亞的城鎮，位於該國北部，由馬格達萊納省負責管轄，距離首府聖瑪爾塔38公里，始建於1626年3月19日，面積691平方公里，海拔高度2米，2005年人口27,644。

## 外部連結
- （西班牙文） Pueblo Viajo official website
- （西班牙文） Gobernacion del Maagdalena - Municipios: Puebloviejo

10°59′50″N 74°17′15″W / 10.9972°N 74.2875°W